# 服部健一
服部 健一（はっとり けんいち、1944年 -）は、日本出身のアメリカ合衆国の法律家。米国特許弁護士、日本弁理士、ジュリス・ドクター。

## 人物
特許庁を退職後、渡米し、日本人で初めて米国の特許弁護士資格を取得した。

## 経歴
- 1966年 - 武蔵工業大学（現・東京都市大学）工学部機械工学科卒業後、特許庁入庁[1]
- 1972年 - 通商産業省大臣官房企画室
- 1979年 - ジョージワシントン大学へ政府留学
- 1980年 - 特許庁調整課
- 1982年 - 特許庁審判官
- 1983年 - 特許庁退職、弁理士登録[1]
- 1984年 - アームストロング・ニカイドー・マーメルスタイン&クボーチェック法律事務所アソシエート
- 1988年 - 米国弁理士登録
- 1989年 - ジョージ・メイソン大学ロー・スクール卒業[1]
- 1990年 - 米国ワシントンD.C.及びバージニア州弁護士登録
- 1991年 - アームストロング・ウェスタマン&服部法律事務所パートナー
- 2003年 - ウェスタマン・服部・ダニエルズ&エイドリアン法律事務所シニアパートナー

## 受賞歴
- 2017年 - 知財功労賞 特許庁長官表彰[1][3]

## 著書
- THE ITC―判決からみる米国輸入通商法の運用（1989年、日本貿易振興機構、ISBN 978-4822404635） 翻訳
- アメリカ連邦裁判所―民事訴訟手続きと基本法体系（1993年、発明協会、ISBN 978-4827103731）
- 日米特許戦争の狭間で―米国特許弁護士・パートナーへの3000日（1994年、ジャパンタイムズ、ISBN 978-4789007481）
- くたばれアメリカ弁護士―ジョークで知る爆笑訴訟社会（1996年、ディーエイチシー、ISBN 978-4887240926）
- 知財、この人にきく Vol.3（2010年、発明協会、ISBN 978-4827109221）